# Das Geld (Zola)

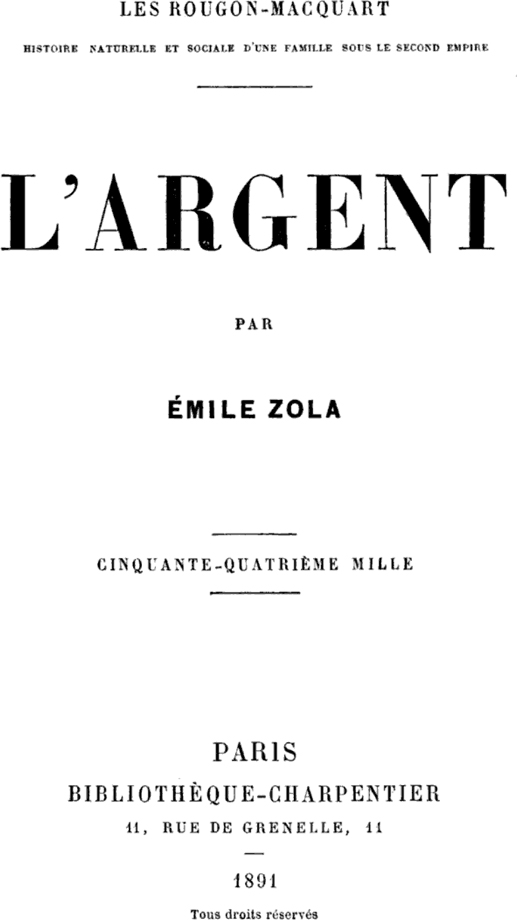
Titelblatt von 1891

Das Geld (franz.: L’Argent) ist der Titel eines Romans des französischen Schriftstellers Émile Zola. Als achtzehnter Teil des Rougon-Macquart-Zyklus wurde er zuerst in Fortsetzungen von November 1890 bis März 1891 in der Zeitschrift Gil Blas und dann als Buch bei Charpentier veröffentlicht. Die erste deutsche Übersetzung von Armin Schwarz erschien als Teil des Rougon-Macquart-Zyklus zwischen 1893 und 1899.
Der Roman schildert die Finanzwelt des Zweiten Kaiserreichs in Paris anhand der fiktiven Figur des Aristide Saccard, des Sohns von Pierre und Félicité Rougon, der bereits in den Romanen Das Glück der Familie Rougon und Die Beute vorgestellt wurde und Zola als Beispiel dient, die schlimmen Folgen von Spekulationen, betrügerischen Finanztransaktionen, der schuldhaften Nachlässigkeit von Firmendirektoren und der Unfähigkeit des zeitgenössischen Wirtschaftsrechts darzustellen.

## Inhalt

### Überblick
Zolas Roman erzählt vom Aufstieg und Fall der fiktiven Pariser „Banque Universell“ in den Jahren 1864 bis 1869 während des Zweiten Kaiserreichs. Die Handlung setzt fünf Monate nach dem Tod von Aristide Saccards zweiter Frau Reneé ein (s. Vorgeschichte). Saccards auf Investitionsblasen spekulierende Bank „Crédit Viticole“ ist bankrott und er wird von der Börse ausgeschlossen.
Die Romanhandlung verfolgt neben den Aktionen der Protagonisten Saccard und Caroline das Schicksal von über 20 Personen aus verschiedenen sozialen Schichten. Zola zeigt an ihren Beispielen das System der Börse, die Verflechtung von Geld, Macht und personalen Beziehungen zur Zeit Napoleons III. und die Auswirkungen der Börsenspekulationen auf Groß- und Kleinaktionäre. Im ersten Kapitel wird die Finanz-Hierarchie beschrieben: „Bankkönig“ Gundermann, reiche Geschäftsleute (Daigremont, Seidenfabrikant Sédillede), eine Spekulantin im Börsenfieber, die sich für Tipps verkauft (Baronin Sandorff), miteinander konkurrierende Wechselmakler (Mazaud, Jakoby, Delarocque), Baisse- und Hausse-Spekulanten (Moser, Pillerault) und die „Raben“ des Schlachtfeldes: die Schuldforderungen-Händler (Busch, Frau Méchain). Die kontrastierenden Geld-Ideologien werden von Saccard (Fortschritt und Wirtschaftsentwicklung durch kämpferische Börsenspekulation) und den kranken Marxisten Sigismond Busch vertreten (Utopie der friedlichen, besitzlosen und glücklichen Tauschhandel-Gemeinschaft).

### Neubeginn
Um sich neu zu etablieren, mietet Aristide Saccard nach der erzwungenen Aufgabe seines Palais am Parc Monceau eine repräsentative Wohnung im Palais d’Orviedo in der Rue Saint-Lazare und sucht sein verlorenes gesellschaftliches Renommee wieder aufzubauen. So berät er seine Vermieterin, die Witwe des Fürsten Orviedo bei charitativen Einrichtungen, z. B. Waisenhäuser und Altersheime, mit denen sie das auf zwielichtige Weise erworbene Vermögen ihres Mannes ausgeben will.
Als ihm seine Nachbarn im Palais, der Ingenieur Georges Hamelin und seine verwitwete Schwester Caroline, von ihren am fehlenden Geld gescheiterten Entwicklungsprojekten in der Levante erzählen, entdeckt Saccard sofort in diesen Plänen die Möglichkeit seines Wiederaufstiegs an der Börse und greift sie auf: Auf neu organisierten Schifffahrtslinien und Bahnstrecken werden Bodenschätze und landwirtschaftliche Produkte transportiert. Der Handel und die Industrialisierung entwickeln sich und am Ende etabliert sich ein christlicher Orient-Staat und, Hamelins Traum, der Papstsitz in Jerusalem. Mit der Aussicht auf große Gewinne und seiner Überredungskunst begeistert Saccard eine bunte Gruppe von Investoren und Unterstützern: Der reiche Spekulant Daigremont, der Abgeordnete Huret, der für Recht und Ordnung steht, der Seidenfabrikant Sédillede, der Marquis de Bohain wegen seines Namens und der Goldschmelzer und -händler Kolb bilden ein Konsortium und erhalten gut dotierte Posten. Sie gründen mit ihm die „Banque Universell“, die durch die Ausgabe von Aktien das Kapital für die Finanzierung der Projekte erwirtschaften soll (Kap. 2 und 3). Saccard kauft eine kleine katholische Zeitung und der Chefredakteur, Professor Jantrou, sorgt für die Propaganda, indem er in der neuen „L’Espérance“ Artikel über die großen Erfolgsaussichten der Unternehmungen schreibt, die durch Hamelins Reisen in die Levantine und den Vertragsabschluss für ein Schifffahrtskonsortium, eine türkische Bank und ein Silberbergwerk im Karmel vorangetrieben werden. Außerdem streut man wider besseres Wissen das Gerücht, Saccards Bruder, der Minister Eugène Rougon, unterstütze wohlwollend das Projekt wegen seiner geopolitischer Dimension (Kap 4). Saccards Strategie ist am Anfang sehr erfolgreich.

### Hausse

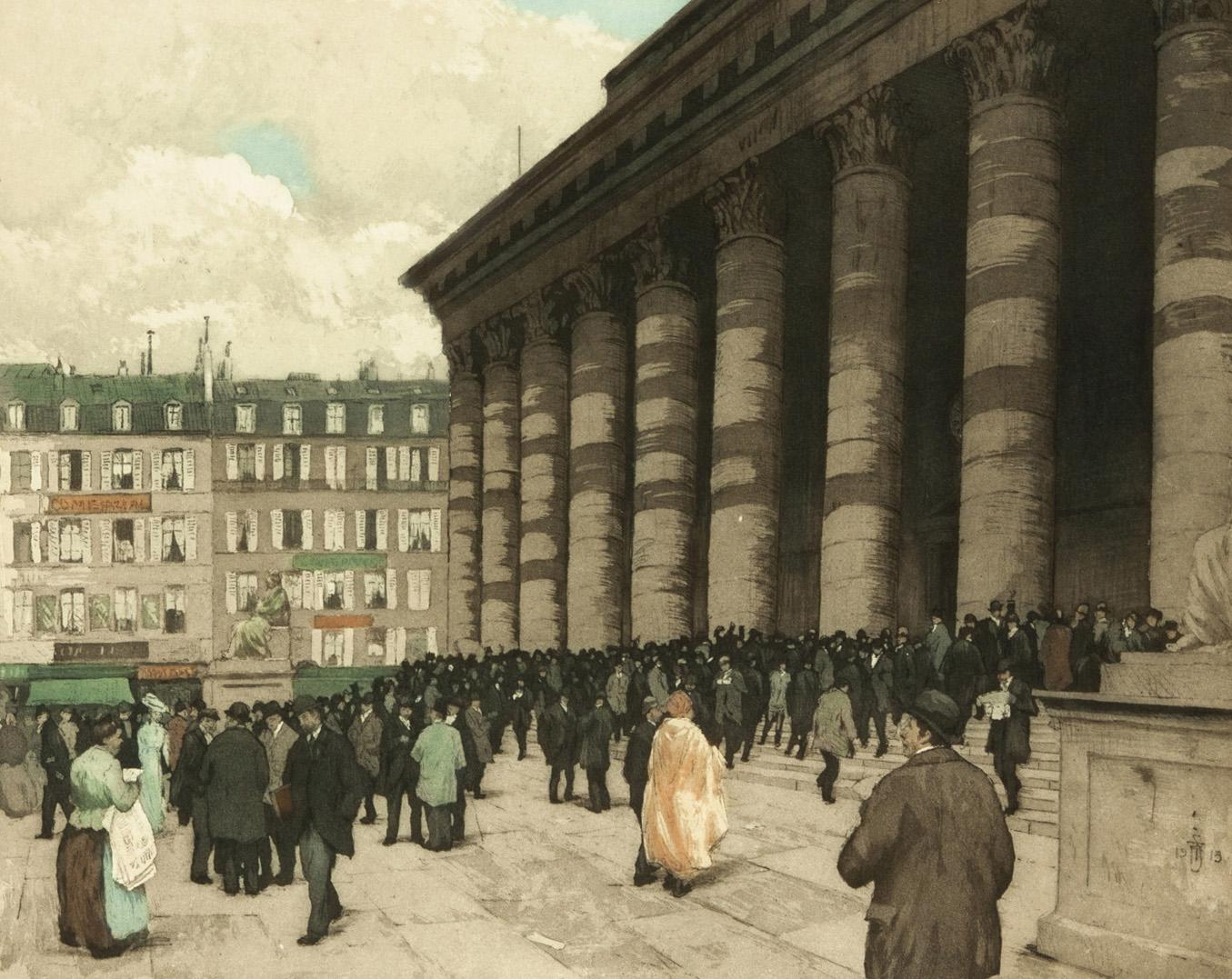
Palais Brongniart, Sitz der Pariser Börse

Während die meisten Aktionäre nach der Schlacht bei Königgrätz am 3. Juli 1866 mit einem Krieg gegen Preußen rechnen und Aktien abstoßen, spekuliert Saccard auf einen Waffenstillstand und erzielt nach dem Friedensvertrag große Gewinne. Danach beginnt er mit seinem Börsenkampf: Durch mehrere Ausgaben von Bankaktien treibt er die Aktionäre und Spekulanten in ein Börsenfieber. Hamelin und Caroline sowie viele Freunde und Bekannten und kleine Angestellten Saccards lassen sich von seiner Begeisterung und seinem festen Glauben an sich selbst anstecken und investieren in die Banque Universelle (Kap. 6–10).
Caroline, anfangs als Hausdame bei Saccard angestellt, verliebt sich in ihn, lebt mit ihm eheähnlich zusammen und leidet unter seinen Affären, v. a. mit der promisken Baronin Sandorff. Sie erfährt von seiner Umgehung einzelner gesetzlicher Bestimmungen: Da die Aktien nicht alle verkauft werden, parkt sie die Bank bei Strohmännern, bilanziert sie aber als Einnahmen. Saccard setzt in seiner Euphorie, die viele mitreißt, auf den Anstieg des Börsenkurses durch die Ausgabe immer neuer Aktien mit hoher Gewinnerwartung bei großen und kleinen Aktionären, die sich oft für den Kauf Geld leihen müssen und sich verschulden. Saccard manipuliert durch von ihm abhängige Zeitungen die öffentliche Meinung und gaukelt ein Bild der Stabilität und Legalität seiner Bank vor. So steigt der Wert der Anteilsscheine innerhalb von drei Jahren von 500 auf 3000 Francs. Doch ein Teil der von der Bank angebotenen Aktien findet keine Abnehmer und der verschleierte Aktienbesitz vergrößert sich bei jeder Kapitalerhöhung. Schließlich besitzt die Bank ein Viertel ihres Aktien-Gesamtwertes von 200 Millionen Francs selbst und kann ihr Wachstum nicht aus eigener Kraft erhalten.
Da Caroline den Erfolg ihres Bruders nicht gefährden will, lässt sie sich von Saccard beruhigen, die Bilanzfälschungen seien nur vorübergehend und würden von allen Banken praktiziert. Seine eigentlichen Motive bleiben ihr verborgen: Die durch seinen Antisemitismus motivierte Wahnvorstellung, den jüdischen Bankier Gundermann bei der Beherrschung des Pariser Finanzmarktes abzulösen, die Dominanz über die Börse zu gewinnen und sich an seinem Bruder für die verweigerte Unterstützung zu rächen.

### Baisse
Von Anfang an steht die Banque Universelle auf unsicherem Grund. Als Saccard durch seine Manipulationen, den Kauf der eigenen Aktien, den Kurs immer höher treibt, vermuten professionelle Anleger, die Aktien seien überbewertet, und spekulieren auf die Abwärtsentwicklung. Die Vorsichtigen verkaufen, andere Anleger warten die Wende ab. Als Gundermann den geeigneten Zeitpunkt gekommen sieht, setzt er auf Baisse, trennt sich von seinen Anteilen und zwingt Saccard zu Stützungskäufen in Millionenhöhe, um den Kurs seiner Aktien hoch zu halten. Als sein Kapital aufgebraucht ist und Auslandsbanken ihm kein Geld mehr leihen, kann er den Kursverfall und den Zusammenbruch der Bank nicht mehr verhindern. Das Börsengefecht endet nicht nur mit seinem Bankrott, sondern auch dem vieler Kleinaktionäre, die ihm bis zuletzt vertraut und ihre Aktien behalten haben. Die meisten Administratoren der Bank haben dagegen rechtzeitig ihre Anteile verkauft oder die Seiten gewechselt: Huret, Kolb, Daigremont, der Marquis de Bohain. Profiteure der Entwicklung sind auch die Baisse-Makler Jakobi und Delarocque. Der große Sieger ist Gundermann. (Kap. 10). Insgesamt wurden die professionellen, gut informierten Spekulanten reicher, während die Kleinaktionäre ihr Vermögen verloren oder sich sogar verschuldet haben. Im 11. Kap. werden Einzelschicksale beschrieben: Die Gräfin Beauvilliers, der Seidenfabrikant Sédillede sowie die Maugendres verarmen. Der Bürodiener Dejoie verliert die Mitgift für seine Tochter Nathalie, die sich daraufhin prostituiert. Der zügellose Chefredakteur Jantrou und die skrupellose Baronin Sandorff sind ruiniert und der Hausse-Makler Mazaud begeht Selbstmord. Saccard und Hamelin werden verhaftet, nach langwierigen Untersuchungen der Bilanzfälschung angeklagt und in erster Instanz zu Geldstrafen und fünf Jahren Haft verurteilt. Noch vor der Revisionsverhandlung können sie sich ungehindert, man vermutet mit der Hilfe des Ministerbruders, ins Ausland absetzen. Saccard reist nach Holland, Hamelin nach Rom. (Kap. 12).

### Victor
Durch ihre Liebe zu Aristide wird Caroline auch in sein dunkles Privatleben einbezogen und sie versucht, ihn zu entlasten und die Fürsorge für seinen instabilen Sohn Victor zu übernehmen, von dessen Existenz sie durch den Erpressungsversuch des Maklers Busch erfährt. Eine Verwandte Viktors und Komplizin Buschs hat das vernachlässigte Kind nach dem Tod seiner nach der Vergewaltigung durch Saccard entwurzelten Mutter im Elendsviertel Cité de Naple bei „Mutter Eulalie“ untergebracht (Kap. 1). Caroline rettet den 12-jährigen aus der Armut und aus der sexuellen Beziehung mit der Alkoholikerin Eulalie und findet für ihn einen Platz im Muster-Waisenhaus „Werk der Arbeit“ der Fürstin d‘Orviedo (Kap. 5). Dort scheint sich nach schwierigen Anfängen durch gute Pflege und Betreuung seine aggressive Persönlichkeit zu beruhigen, doch nach einem Jahr vergewaltigt er, in Wiederholung der Tat seines Vaters, eine junge Helferin: Alice Beauvilliers, Carolines Nachbarin. Er flieht aus dem Heim und taucht in der Stadt unter, als permanente Gefahr für Gesellschaft (Kap. 12). Am selben Tag wird Alices Mutter mit einem Parallelfall konfrontiert: der sexuellen Nötigung des Dienstmädchens Léonie Cron durch ihren Mann, den Grafen Charles Beauvilliers, der seine Tat mit einem Schuldschein über 10 000 F. bezahlte.

### Abschied und Aufbruch
Im letzten Kapitel besucht Caroline vor ihrer Abreise nach Rom einige Täter und Opfer und erhält ein heterogenes Bild: in sich widersprüchliche Personen (Saccard, Busch), Opfer, die den Tätern verzeihen (Hamelin), Frauen, die die Schuld ihrer Männer abzahlen (Fürstin d’Orviedo, Gräfin Beauvilliers) und schicksalshaft-tragische Situationen (Saccard-Victor, Alice-Léonie).
- Saccard sucht die Schuld am Zusammenbruch der Bank nicht bei sich, sondern bei der Intrige Gundermanns und des Finanzministers. Er ist voller Hoffnung, nach seiner Entlassung neue große Projekte zu initiieren.
- Hamelin verzeiht dem Bankier, denn er schätzt seine Phantasie und Begeisterung und verweist auf die Erfolge der Dampfschifffahrtslinien und des Silberbergbaus im Karmel. Er will seinen Traum von der wirtschaftlichen Erschließung der Levante durch Eisenbahnlinien und Industrialisierung als Grundlage für das zufriedene Leben der Menschen zusammen mit Caroline fortsetzen.
- Der sterbende Sigismond erzählt Caroline seine Vision von einer geldfreien glücklichen Gesellschaft.[4]

Caroline selbst teilt diese Utopie nicht. Sie ist in einer gemischten Gefühlslage zwischen Abschied und Aufbruch. Erschüttert durch die Schicksale Mazauds, Sigismonds und Alice Beauvilliers, zieht sie wehmütig einen Schlussstrich unter ihre 5-jährige enttäuschende Zeit mit Aristide in Paris. Nicht nur ihr Glaube an die Kraft des Geldes, sondern auch der in die Liebe ist beschädigt, aber sie reist „verjüngt, trotz alledem froh“ mit Zuversicht auf die Weiterführung der Pläne ihres Bruders nach Rom: „Wieviel Schlamm wird überall aufgewühlt, wie viele Opfer werden zermalmt, wieviel abscheuliches Leid kostet jeder Schritt, den die Menschheit vorwärts tut – aber winkt nicht über alledem ein unbekanntes, fernes Ziel, etwas Hohes, Gutes, Gerechtes, Endgültiges, dem wir entgegenschreiten, ohne es zu wissen, und das unser Herz mit dem hartnäckigen Verlangen nach Leben und Hoffnung erfüllt?“
Im 20. Band wird erzählt, dass Aristide Saccard nach einer Amnestie nach Frankreich zurückkehrt und als Herausgeber einer großen Zeitung an einer neuen Karriere arbeitet.

## Vorgeschichte
Einordnung des Geldes in Zolas Romanzyklus Die Rougon-Macquart – Natur- und Sozialgeschichte einer Familie unter dem zweiten Kaiserreich:
Der 18. Band Das Geld (L'argent, 1891) greift zurück auf den ersten Roman Das Glück der Familie Rougon (La fortune des Rougon, 1871) und ist eine Fortsetzung des zweiten Die Beute (La curée, 1871). Der 20. Band Doktor Pascal (Le docteur Pascal, 1893) erzählt die Geschichte von Saccards Tochter Clothilde.
Der Protagonist Aristide Saccard (1815 geboren als Aristide Rougon) wird im ersten Buch als talentloser republikanischer Journalist beschrieben. Sein älterer Bruder Eugène ist als Verbündeter Kaiser Napoleon III. Minister in Paris geworden. Die Familie wechselt das politische Lager und Aristide folgt dem Bruder „in den ersten Tagen des Jahres 1852“ nach dem Staatsstreich vom 2. Dezember 1851 mit seiner Frau Angèle Sicardot in die Hauptstadt. Ihren Sohn Maxime (geb. 1840) haben sie bei der Großmutter untergebracht, ihre Tochter Clothilde (geb. 1847) lebt zuerst bei ihnen und nach dem Tod der Mutter bei ihrem Onkel Pascal. Eugène verschafft Aristide eine Stelle beim Stadtplanungsamt, allerdings unter der Bedingung, dass er seinen Nachnamen in Anpassung an den seiner Frau in Saccard ändert, um ihn nicht wegen seiner unberechenbaren Emotionalität zu kompromittieren.
In ihrer ersten Mietwohnung in der Rue de la Harpe vergewaltigt Aristide das 16-jähriges Nachbarsmädchen Rosalie Chavailleu und kauft sich mit 12 Wechseln über insgesamt 600 Francs von der Tat frei. Doch nach der ersten Monatszahlung von 50 F. zieht er um, ohne die neue Anschrift zu hinterlassen. Von der Existenz seines Sohnes Victor erfährt er erst später. Durch seine Unterschrift Sicardot auf dem Wechsel kommen ihm später (Das Geld, Kap. 1, 5 und 9) Schuldschein-Händler auf die Spur und versuchen, ihn zu erpressen.
Im Stadtplanungsamt (Die Beute, Kap. 2) erfährt er vom Bau der großen Haussmann-Boulevards, kauft mit einem Kredit, bevor der Plan bekannt wird, zu günstigen Preisen Abriss-Immobilien und gewinnt durch die Entschädigungen viel Geld. Die Grundlage seines Reichtums und seiner Spekulationsgeschäfte an der Börse ist jedoch eine reiche Heirat. Bereits vor dem Tod seiner kranken Frau vermittelt ihm seine Schwester die Ehe mit der von einem verheirateten Mann vergewaltigten und schwangeren 19-jährigen Renée Beraut du Châtel. Für die Übernahme der Vaterschaft erhält er 200.000 Francs und, als das Kind tot geboren wird, auch dessen Immobilienvermögen von 500.000 Francs. Aristide und seine 21 Jahre jüngere Frau führen ein luxuriöses und promiskes Leben, das Saccard wegen seines sich wendenden Spekulationsglücks in wachsende Geldnöte und schließlich in den Konkurs treiben wird.
Als Maxime 1854 als 13-Jähriger nach Paris kommt, nimmt sich die ca. 23-jährige Renée seiner an. Er wird allmählich in das erotische Nachtleben hineingezogen und sie verführt 7 Jahre später den 20-Jährigen und geht mit ihm eine Beziehung ein (Die Beute, Kap. 3–7). Nachdem er nach dem Wunsch des Vaters die 17-jährige hässliche und todkranke Millionenerbin Louise de Mareuil heiratet (1864), reagiert seine Stiefmutter eifersüchtig und verbittert, erkrankt psychisch und stirbt an Meningitis.

## Historischer Hintergrund
- Bürgerkrieg im Libanongebirge 1860. Massaker an maronitischen Christen in Syrien
- Französische Intervention in Mexiko 1861–1867
- Bau des Suezkanals, der 1869 eröffnet wurde
- Deutsch-Österreichischer Krieg mit der Schlacht bei Königgrätz 1866
- Der Dritte Italienische Unabhängigkeitskrieg 1866
- Weltausstellung Paris 1867
- Veröffentlichung des Kapitals von Karl Marx 1867 und das Aufkommen des Marxismus
- Zusammenbruch der Bank Union Générale 1882. Der Direktor und der Aufsichtsratsvorsitzende wurden zu fünf Jahren Gefängnis verurteilt, flohen aber ins Ausland. Zolas Roman zeichnet das gesamte Abenteuer von Bontoux (Saccard) und der Union Générale (L'Universelle) nach.[6]

## Rezeption

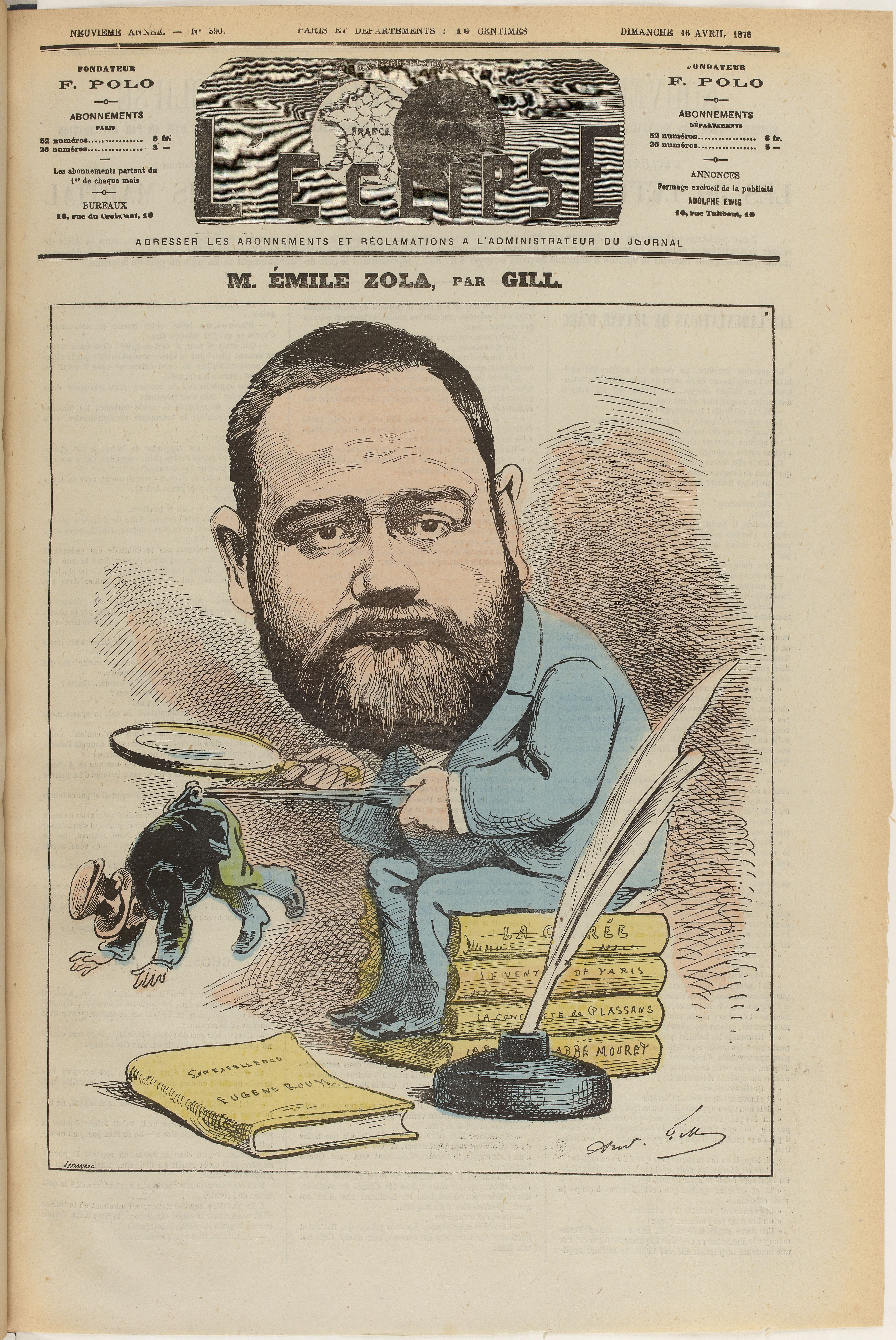
Karikatur von André Gill (L'Éclipse 1876)

Während Zolas Romane beim Publikum sehr erfolgreich waren, teilte sich das zeitgenössische mediale Echo. V. a. setzte sich die Rezeption mit seinen von Evolutionstheorien und positivistischen Gesellschaftsmodellen beeinflussten Vorstellungen eines naturalistischen Romans auseinander und diskutierte sie kontrovers. Für den Rougon-Macquart-Zyklus entwarf der Autor einen komplizierten Stammbaum seiner Figuren und entwickelte seine Figuren vor dem Hintergrund eines familiären und gesellschaftlichen Determinismus. Diese Prägung der Personen durch ihre Erbanlagen (z. B. den Hang zum Alkoholismus), ihr Milieu (Bourgeoisie oder Unterschicht) und die historischen Umstände (die sozio-ökonomischen Verhältnisse des Zweiten Kaiserreichs) und die Versuche, die Gesellschaft wie den einzelnen Menschen in seiner Genealogie zu analysieren trug Zola den Vorwurf einer mechanistischen und zu wissenschaftlichen Auffassung ein.

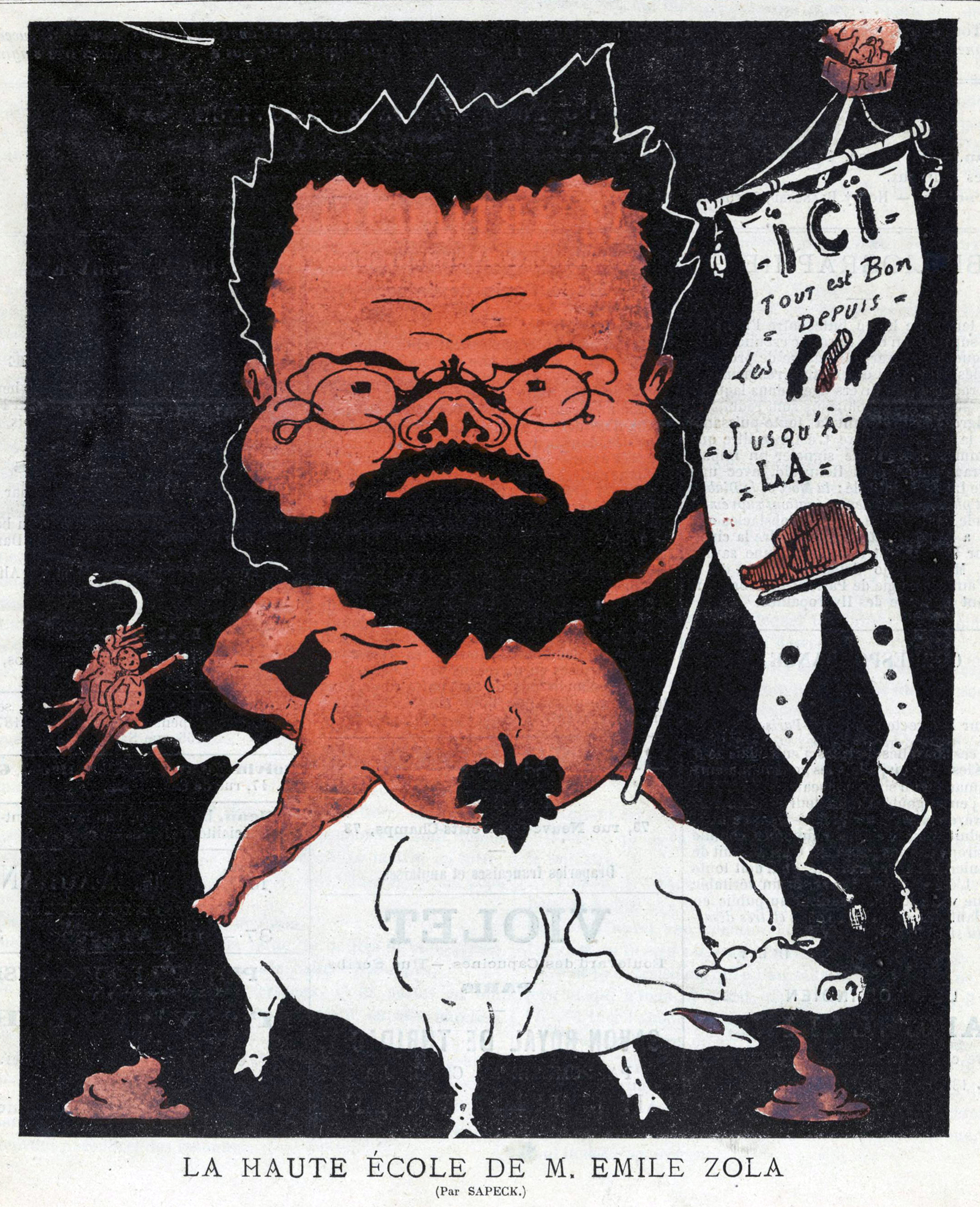
Karikatur von Arthur Sapeck: Die hohe Reitkunst des M. Émile Zola (Tout-Paris, Beilage von L'Hydropathe, Mai 1880)

Zweitens wurden Zolas Tabubrüche bei der Darstellung intimer und morbider Szenen kritisiert. Die realistische Abbildung der brutalen gesellschaftlichen Wirklichkeit, der Arbeitsbedingungen und der Börsenspekulationen und der kalten Realität, z. B, des Alkoholismus und der Sexualität, empörte viele zeitgenössische Kritiker,
v. a. die durch die Arbeiten der Psychiater Morel und Moreau beeinflussten Degenerationsbeschreibungen. Einerseits wurde Zola von konservativer Seite Trivialität und Pornografie vorgeworfen, andererseits von republikanischer Seite die Diskriminierung des Volkes.
In der neueren Rezeption haben sich die Schwerpunkte der Kritik und die Bewertungen verändert:
- Schober bezeichnet Zolas theoretische Prätentionen aus heutiger Sicht als zum großen Teil pseudowissenschaftlich und kritisiert, dass der Realismus des Werks und die gesellschaftliche Relevanz durch die „naturphilosophischen Anleihen sicher nicht gefördert“ wird. Doch es überzeuge die Grundthese vom Kreislauf von Leben und Sterben sowohl der belasteten Familie wie der ganzen Epoche: Die Familiengeschichte erhalte „etwas von der Größe einer antiken Schicksalstragödie“.[15]

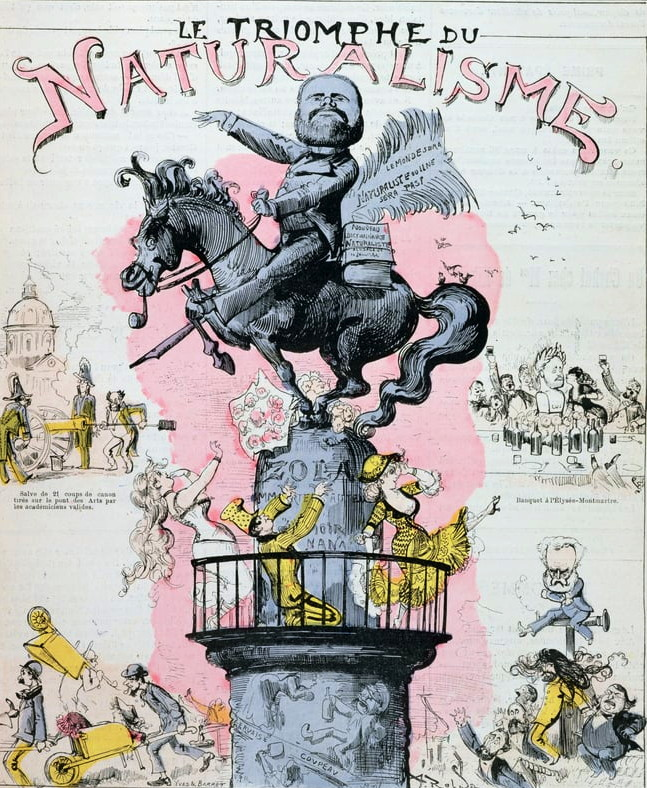
Albert Robida: Triomphe du naturalisme (La Caricature, 7 février 1880)

- Peter lobt die Verknüpfung dramatischer Auseinandersetzungen auf politischer und sozialer Ebene sowie die Verquickung mit finanziellen Machenschaften im großen Maßstab mit dem Schicksal einzelner markant charakterisierten und kontrastierenden Gestalten. Sie zeigt sich beeindruckt von der „einzigartige[n] Kulisse“ der vom historischen Zusammenbruch der „Banque l’Union Générale“ inspirierten katholischen Großbank, die „bis zum grotesken Schauspiel alle Mittel einsetzt, um Geldinteressen mit edlen Motiven zu verbrämen“.[16]
- Schober dagegen kritisiert die „symbolische[n] Überhöhungen“ und „mythische[n] Vereinfachungen“ einerseits und die „oft schematische Vereinfachung der Charaktere“ und ihre zwanghaften triebhaften Reaktionen andererseits. Trotzdem zeige die „Nachwirkung des Romanzyklus in den meisten europäischen und vielen lateinamerikanischen Literaturen […], wie stark die schonungslose Gesellschaftskritik und die soziale Sprengkraft der Ideen trotz aller Eingrenzungen empfunden wurde. Im deutschen Naturalismus und in der Literatur der zwanziger Jahre stellt die Rezeption des Zolaschen Werks und die Auseinandersetzung mit ihm geradezu einen Teil des politisch-ideologischen Klärungsprozesses dar.“[17]

Die gegenwärtige mediale Rezeption fokussiert den Spekulationskick des Börsengeschäfts. Bereits der erste Übersetzer Armin Schwarz hat in seinem Vorwort hervorgehoben, dass von Zola die Bedeutung des Geldes im Wirtschaftsleben mit unerreichter Meisterschaft in dem großartigen Gemälde dargestellt ist.
- Nach Hank ist „L'Argent“ „die Mutter aller Finanzromane“. Die Geschichte vom Aufstieg und Fall des Börsenspekulanten Aristide Saccard erzähle, warum Geld süchtig macht und was die Gier alles anrichtet: „Wer Zola liest, kann sich die meisten Romane der Finanzkrise 2008ff sparen.“[19]
- Bei Neuauflagen des Buches betonen Verlage die Aspekte der Börsenzyklen zwischen Hausse und Baisse sowie der Geldgier und des Spekulationsspiels auf die Aktienentwicklungen mit dem Hinweis auf aktuelle Beispiele und präsentieren den Roman als „hochmodernen Finanzthriller“.[20]
- Diese Thematik interessiert auch die Rezensenten des Hörbuchs: Die Hörspielfassung von Christiane Ohaus steigere noch die dramatischen Qualitäten von Émile Zolas Roman zum Thrill, indem sie den Aufstieg und Fall des Börsenspekulanten Saccard über zwei Stunden fesselnd inszeniere.[21] Das Hörspiel erzähle Abenteuergeschichten aus einer Zeit, die uns fern scheine, und führe deren Nähe ohne Aufdringlichkeit vor. Der Zusammenbruch der Bank sei unaufhaltsam, furchtbar seien seine Folgen – doch es bleibe die Faszination angesichts der Spielernaturen, die alles auf eine Karte setzen.[22]

## Adaptionen

### Film
- 1928: Stummfilm L’Argent von Marcel L’Herbier. Drehbuch: Arthur Bernède Aktualisierung auf das Paris der 1920er Jahre.
- 1936: Französischer Film L'Argent. Inszenierung Pierre Billon
- 1988: dreiteiliger Fernsehfilm (4 Std. 10 Min) von Jacques Rouffio für das französische Fernsehen. Drehbuch: Claude Brulé. Mit Claude Brasseur (Saccard), Miou-Miou (Caroline Hamelin), Helen Vita (Mme Méchain) u. a.

### Theater
- 2009: Money, freie Adaption der britischen Theatergruppe Shunt nach Motiven aus Zolas Roman

### Hörspiel
- 2013: Émile Zola: Das Geld, Übersetzung: Wolfgang Günther, Bearbeitung und Regie: Christiane Ohaus – RB/NDR/SR/DKultur, archive.org/details/das-geld-2v-2, Sprecher/Sprecherin: Boris Aljinovic, Andreas Grothgar, Burghart Klaußner, Roman Knižka, Chris Pichler, Gerd Wameling. Michael Riessler (Komponist). 2 CDs Osterwoldaudio, 2014

### Illustration
- Jürgen Alexander Heß[23]

## Deutsche Übersetzungen
- Armin Schwarz. Émile Zola: Das Geld. Die Rougon-Macquart. Geschichte einer Familie unter dem zweiten Kaiserreich, Bd. 18. Gustav Grimm's Verlag, Budapest, 1893–1899.[24]
- Thassilo von Scheffer. Émile Zola: Das Geld. Die Rougon-Macquart. Geschichte einer Familie unter dem zweiten Kaiserreich, Bd. 18. Hyperion Verlag, Leipzig und Kurt Wolff Verlag, München, 1923–1925.
- Wolfgang Günther. Émile Zola: Das Geld. Rütten & Loening, Berlin, 1970.
- Leopold Rosenzweig. Émile Zola: Das Geld. Insel Verlag, Frankfurt am Main, 2012.